# マイク・ヘインズ (元海兵隊員)
マイク・ヘインズ ( Mike Haynes、1976年 - )はアメリカ合衆国の元軍人。元アメリカ海兵隊員。
退役後は沖縄で平和活動を行なっている。
元海兵隊員の立場でありながら、沖縄の米軍駐留に反対している。

## 経歴・軍歴
ジョージア州で生まれる。
イラク戦争、 アフガニスタン紛争に従軍していた。 イラク戦争の時、民家を急襲したときに高齢者を壁に押さえ付け、若者を連行し、残された幼子の泣き叫ぶ声が忘れられないと語っている。 また、帰国してからは車を運転していても　道端に爆弾が仕掛けれていないか気になって、落ち着かなかったという。
その後、元自衛官の井筒高雄が代表を務めるベテランズ・フォー・ピース・ジャパンに加入。